# Rachel-Gletscher
Der Rachel-Gletscher ist ein 10 km langer Gletscher an der Oskar-II.-Küste des Grahamlands im Norden der Antarktischen Halbinsel. Er fließt in östlicher Richtung entlang der Nordflanke des Mount Baleen zum Larsen-Schelfeis nördlich des Scar Inlet.
Das UK Antarctic Place-Names Committee gab ihm 1976 wie anderen geografischen Objekten in der Umgebung einen Namen aus dem Themenkreis „Wale und Walfang“. Die Rachel ist ein fiktiver Walfänger aus Herman Melvilles 1851 veröffentlichtem Roman Moby-Dick.